# Hieracium bugellense
Hieracium bugellense es una especie de planta con flor del género Hieracium, de la familia Asteraceae, orden Asterales.

## Distribución
Hieracium bugellense se distribuye por Italia.

## Taxonomía
Fue descrita científicamente por Gottschl. Fue publicada en Rivista Piemont. Storia Nat. 37: 16 (2016).